# 14
Cette page concerne l'année 14  du calendrier julien. Pour l'année 14 av. J.-C., voir 14 av. J.-C. Pour le nombre 14, voir 14 (nombre).
L'année 14 est une année commune qui commence un lundi.

## Événements

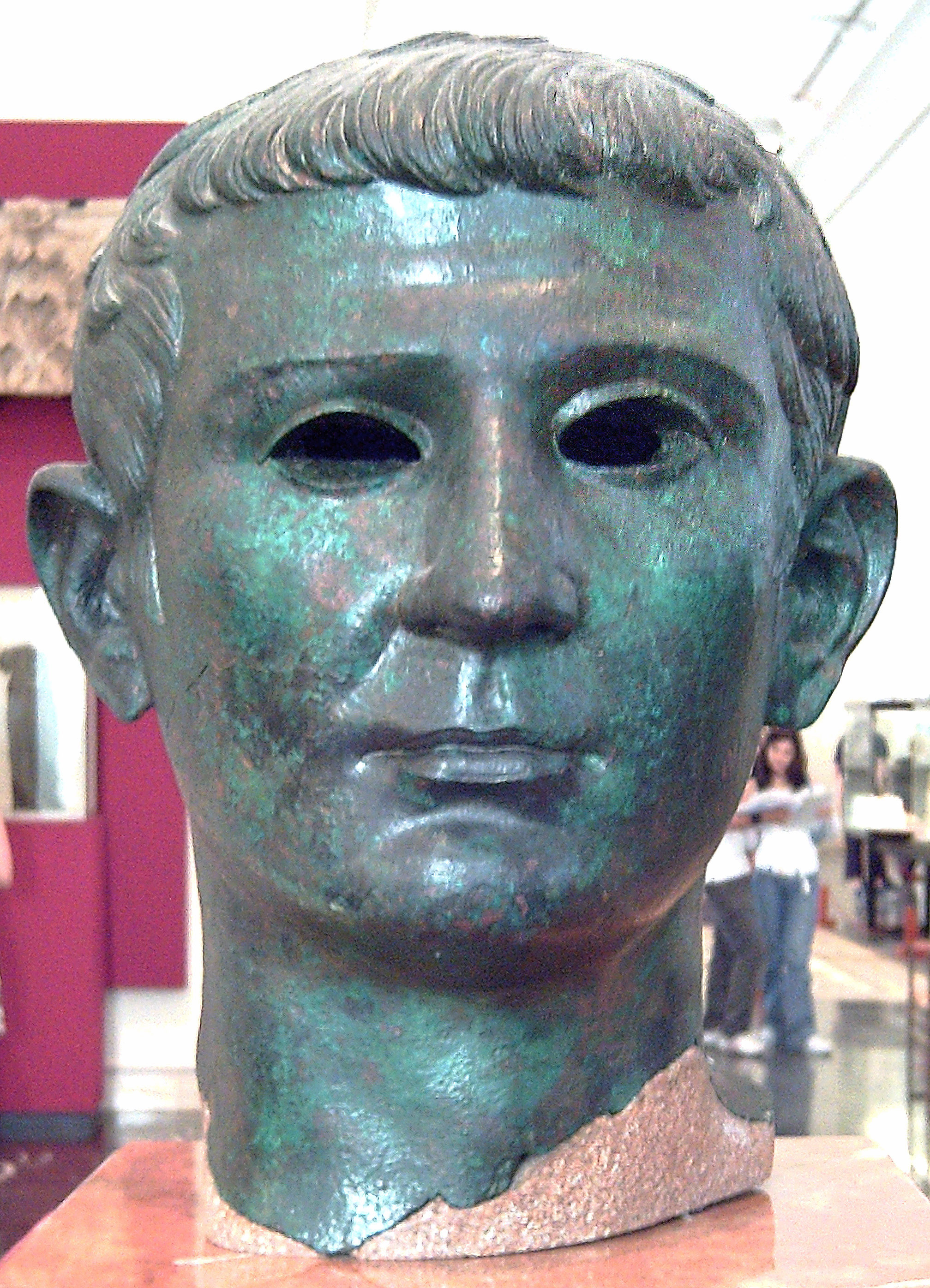
Portrait en bronze de l'Empereur Tibère. Héritier imposé par la volonté du fondateur du régime, il ne sait comment se faire respecter. Il assure cependant la consolidation du principat. Il traite d’abord avec le Sénat et élargit ses compétences, puis, dans la seconde partie de son règne, inaugure une politique de condamnations arbitraires, use de la délation et de la calomnie pour se débarrasser d’aristocrates jugés dangereux.

- 11 mai[1] : le recensement dénombre 4 937 000 citoyens romains[2].
- Été : Tibère part de Rome pour l’Illyrie pour finir de la pacifier. Auguste, affaibli, l’accompagne jusqu’à Bénévent, puis se rend à Astura, sur la côte du Latium, pour s’embarquer pour la Campanie. Il assiste à Capri aux jeux traditionnels des éphèbes, à Naples aux jeux gymniques ou quinquennaux. À Nole, il se trouve subitement indisposé. Il rappelle Tibère en toute hâte. Tibère le trouve fort malade, mais peut avoir avec lui un entretien secret[2].
- 19 août : décès d'Auguste à Nola, premier empereur romain[2].
- 17 septembre : Auguste est divinisé[3]. Début du règne de Tibère, empereur romain (fin en 37).
- Septembre-octobre[4] : les légions romaines du Rhin et Pannonie se révoltent après la mort de l'empereur Auguste (Legio XXI Rapax, Legio V Alaudae, Legio I Germanica, Legio XVI Gallica, Legio XIV Gemina, etc.). Germanicus et Drusus répriment la rébellion[5].

- Début des campagnes de Germanicus en Germanie (fin en 16). Il passe le Rhin et ravage le territoire des Marses, des Tubantes, des Bructères et des Usipètes[5].
- Séjan devient préfet du prétoire en association avec son père Seius Strabo, chevalier d'origine étrusque (fin en 31). Il intervient en Pannonie aux côtés de Drusus[6].
- Tibère supprime les comices électoraux et en transfère les prérogatives à l’assemblée sénatoriale, développe la valeur légale des sénatus-consultes puis érige le Sénat en haute cour de justice compétente dans des causes importantes, comme la sûreté de l’État ou les procès concernant les membres de l’ordre sénatorial[7].
- À Rome, 153 846 personnes bénéficient de distribution gratuite de céréales[8].
- Famine en Chine. Les paysans deviennent anthropophages[9].

## Naissances en 14
- Marcus Junius Silanus, consul romain.
- Pétrone, écrivain latin.

## Décès en 14
- 19 août : Auguste, empereur romain.
- Julia, fille d'Auguste.
- Agrippa Postumus, fils d'Agrippa et de Julia, petit-fils et fils adoptif d'Auguste.
- Paullus Fabius Maximus, consul romain.